# Sison acaule
Sison acaule är en flockblommig växtart som beskrevs av Franz e Wilhelm Sieber och Ernst Gottlieb von Steudel. Sison acaule ingår i släktet höstpersiljor, och familjen flockblommiga växter. Inga underarter finns listade i Catalogue of Life.